# Malik Bendjelloul
Malik Bendjelloul (Ystad, 1977. szeptember 14. – Solna, 2014. május 13.) Oscar-díjas svéd dokumentumfilm-rendező. A 2012-ben rendezett Rodriguez nyomában című alkotásáért elnyerte a legjobb dokumentumfilmnek járó Oscar-díjat a 85. Oscar-gálán. Malik depressziója miatt 2014. május 13-án öngyilkosságot követett el a Stockholm megyei Solna községbéli otthonában.

## Filmográfia
- Ebba och Didrik (1990) (színész)
- Rodriguez nyomában (2012) (rendező)